# Alvin Ing
Alvin Y. F. Ing (Honolulu, 26 maggio 1932 – Los Angeles, 31 luglio 2021) è stato un attore e cantante statunitense, attivo per molti anni in campo televisivo, cinematografico e teatrale.

## Biografia
Nato sull'Isola di Oahu, Alvin Ing studiò musica all'Università delle Hawaii e poi recitazione all'Università Columbia di New York. Attivo sulle scene statunitensi dagli anni sessanta, ottenne il suo primo ruolo di rilievo nel 1968 nel musical Mame in scena al Caesars Palace di Las Vegas con il premio Oscar Celeste Holm; nel musical Ing interpretava il domestico Ito, un ruolo che tornò ad interpretare l'anno successivo a Sacramento. Nel 1975 fece il suo debutto a Broadway nel musical di Stephen Sondheim Pacific Overtures, che vinse il Tony Award al miglior musical.
Negli anni successivi recitò in numerosi musical a Los Angeles, tra cui Canton Jazz Club (1991), Sweeney Todd: The Demon Barber of Fleet Street (1994) e ancora Pacific Overtures (1998). Nel 1997 intanto recitò nel musical The Fantasticks in scena a Singapore. Nel 2002 tornò a Broadway nel musical Flower Drum Song con il ruolo di Chin, una parte che interpretò anche nella tournée statunitense dell'anno successivo. Nel 2004 recitò per l'ultima volta a Broadway in un revival di Pacific Overtures, interpretando uno dei tre ruoli che aveva originato quasi trent'anni prima, quello della madre dello Shogun. Nel 2008 interpretò nuovamente Chin in un allestimento di Flower Drum Song a Chicago.
Attivo a lungo anche in campo televisivo, Ing ebbe ruoli riccorenti nelle soap opera The Doctors e Falcon Crest, oltre a figurare in diversi episodi di numerose altre serie televisive, tra cui Dallas, Dynasty, Law & Order: Criminal Intent e Hawaii Five-0. Apparve inoltre in una mezza dozzina di film, tra cui Nessuno ci può fermare e In campeggio a Beverly Hills.
Ing è morto nel 2021 per complicazioni da Covid-19. Era dichiaratamente gay.

## Filmografia parziale

### Cinema
- Nessuno ci può fermare (Stir Crazy), regia di Sidney Poitier (1980)
- Countdown dimensione zero (The Final Countdown), regia di Don Taylor (1980)
- In campeggio a Beverly Hills (Troop Beverly Hills), regia di Jeff Kanew (1989)
- Il senso di Smilla per la neve (Smilla's Sense of Snow), regia di Bille August (1997)
- Brother, regia di Takeshi Kitano (2000)
- The Gambler, regia di Rupert Wyatt (2014)

### Televisione
- The Doctors – serie TV, 27 episodi (1974-1975)
- Alla conquista del West (How the West Was Won) – serie TV, 1 episodio (1979)
- Stone – serie TV, 1 episodio (1979)
- Fantasilandia (Fantasy Island) – serie TV, 1 episodio (1979)
- Quincy (Quincy, M.E.) – serie TV, 2 episodi (1979-1981)
- Charlie's Angels – serie TV, 1 episodio (1981)
- Dalle 9 alle 5, orario continuato (9 to 5) – serie TV, 1 episodio (1982)
- Dallas – serie TV, 1 episodio (1982)
- Benson – serie TV, 1 episodio (1982)
- Soldato Benjamin (Private Benjamin) – serie TV, 1 episodio (1982)
- California (Knots Landing) – serie TV, 1 episodio (1983)
- Top Secret (Scarecrow and Mrs. King) – serie TV, 1 episodio (1984)
- Dynasty – serie TV, 1 episodio (1985)
- Falcon Crest – serie TV, 3 episodi (1987)
- Autostop per il cielo (Highway to Heaven) – serie TV, episodio 4x20 (1988)
- Maledetta fortuna (Strange Luck) – serie TV, 1 episodio (1995)
- Law & Order: Criminal Intent – serie TV, 1 episodio (2003)
- Squadra emergenza (Third Watch) – serie TV, 1 episodio (2003)
- Agents of S.H.I.E.L.D. – serie TV, 1 episodio (2015)
- Hawaii Five-0 – serie TV, 1 episodio (2018)

## Doppiatori italiani
Nelle versioni in italiano delle opere in cui ha recitato, Alvin Ing è stato doppiato da:
- Massimo Rinaldi in Charlie's Angels
- Marco Bresciani in In campeggio a Beverly Hills
- Giulio Platone ne Il senso di Smilla per la neve
- Santo Versace in Law & Order: Criminal Intent
- Carlo Reali in The Gambler
- Guido Sagliocca in Hawaii Five-0